# Ekonomiåret 1988

## Händelser

### Januari
- 1 januari - 21 miljoner gamla svenska sedlar, tryckta mellan 1874 och 1973, blir värdelösa.[1]
- 11 januari - Sveriges finansminister Kjell-Olof Feldt presenterar den svenska budgetpropositionen.[1]

### Mars
- 11 mars - Skogsbolaget Modo lägger bud på företagen Holmen och Iggesunds Bruk.[1]
- 16 mars – Sveriges riksdag beslutar med siffrorna 170-167 att höja bensinskatten i Sverige med 25 öre per liter.[1]

### April
- 12 april - Nybildade ASEA Brown Boweri meddelar att man slutit avtal med amerikanska företaget Westinghouse om samarbete inom kraftindustrin.[1]
- 28 april - Sveriges riksbank höjer diskontot med en procentenhet, till 8,5 %.[1]

### Juni
- 16 juni - STORA-koncernen firar 700-årsjubileum.[1]

### September
- 25 september – Cirka 30 000 personer i Västberlin protesterar mot världsbankens och IMF:s ekonomiska behandling av utvecklingsländerna.[1]

### Oktober
- 19 oktober – En plan presenteras, enligt vilken Nobel Industrier skall köpa börsföretagen Asken och Carnegie och bli en av Sveriges största koncerner.[1]

### November
- 28 november - OPEC möts i Wien, och enas att skära ner oljeproduktionen det kommande halvåret.[1]

### December
- 16 december - Stockholms fondbörs noterar all time high.[1]
- 20 december - En OECD-rapport meddelar att Sverige de senaste tre åren haft lägre tillväxt, högre inflation och lägre arbetslöshet i förhållanden till övriga industrivärlden.[1]
- 28 december - Det meddelas att antalet anställda i svenska företags icke-svenska dotterbolag ökade åren 1978-1986 med 62 000, medan antalet anställda i svensk industri samtidigt minskade med 97 000 SEK.[1]

## Bildade företag
- ABB, schweizisk verkstadskoncern.
- France Télécom, franskt telekommunikationsföretag.
- NCC, svenskt bygg- och fastighetsföretag.

## Uppköp
- 18 januari - Svenska Cellulosa AB SCA förvärvar franska Peaudouce för 1,2 miljarder SEK av holdingbolaget Financiere Agache.[1]
- 20 januari - Finländska Nokia köper svenska Ericssons datavision.[1]

## Priser och utmärkelser
- 24 december - Bakmaskin är Årets julklapp i Sverige.
- Sveriges Riksbanks pris i ekonomisk vetenskap till Alfred Nobels minne tilldelas fransmannen Maurice Allais.

## Avlidna
- 5 januari - Gunnar Engellau, 80, tidigare VD för Volvo.[1]
- 19 februari - Axel Ax:son Johnson, 77, svensk bergsingenjör.[1]